# فرانك روبنسون (كرة سلة)
فرانك روبنسون (بالإنجليزية: Frank Robinson)‏ مواليد 1 يونيو 1984 في كومبتون، هو لاعب كرة سلة أمريكي. بدأ مسيرته الاحترافية في سنة 2008. يبلغ طوله 6 قدم 4 بوصة (1.9 م).

## المسيرة الاحترافية
لعب مع نادي أوليمبيا لكرة السلة في موسم 2008–2009، ثم لعب مع نيكار ريزن لودفيغسبورغ في الدوري الألماني في سنة 2009، ثم لعب مع لوس أنجلوس ديفيندرز في موسم 2009–2010، ثم لعب مع أسكو غدينيا في سنة 2012، ثم لعب مع نادي بوديفلنيك لكرة السلة في موسم 2012–2013، ثم لعب مع بيسونس لويما في موسم 2013–2014.

## إحصائيات المسيرة

### الدوري الأوروبي
| السنة   | الفريق                   | لعب | بدأ | دقيقة | ميداني% | ثلاثية | حرة  | ارتداد | صنع | استلاب | تصدي | نقطة | أداء |
| ------- | ------------------------ | --- | --- | ----- | ------- | ------ | ---- | ------ | --- | ------ | ---- | ---- | ---- |
| 2008–09 | نادي أوليمبيا لكرة السلة | 8   | 5   | 20.2  | .588    | .143   | .579 | 3.3    | .6  | .5     | .0   | 6.8  | 4.4  |
| 2012–13 | أسكو غدينيا              | 7   | 4   | 20.2  | .407    | .269   | .50  | 3.7    | .6  | .6     | .0   | 7.4  | 5.9  |
| المسيرة |                          | 15  | 9   | 20.2  | .382    | .242   | .541 | 3.5    | .6  | .5     | .0   | 7.1  | 5.1  |

## روابط خارجية
- فرانك روبنسون على موقع الدوري الأوروبي لكرة السلة (الإنجليزية)
- فرانك روبنسون على موقع كرة السلة الأوروبية.كوم (الإنجليزية)
- فرانك روبنسون على موقع كلية كرة السلة في سبورتس رفرنس.كوم (الإنجليزية)
- فرانك روبنسون على موقع ريلجم (الإنجليزية)
- فرانك روبنسون على موقع سبورتس رفرنس (الإنجليزية)
- فرانك روبنسون على موقع سبورتس رفرنس (الإنجليزية)